# Nielson
Nielson, nom artístic de Niels Littooij (Dordrecht, 28 de desembre del 1989) és un cantant i compositor de música rap neerlandès, conegut per haver guanyat els preliminars l'any 2008 del Kunstbende a Rotterdam. L'any 2012 va participar en el talent show De beste singer-songwriter. No va guanyar el concurs però li permeté impulsar la seva carrera musical.

## Discografia
- 2012, Beauty & De Brains (senzill que es col·loca al setè lloc dels més venuts)
- 2013, Zo Kan Het Dus Ook
- 2013, Hoe
- 2013, Mannenharten
- 2014, Kop In het Zand
- 2014, Sexy Als Ik Dans